# HEPACAM
HEPACAM (англ. Hepatic and glial cell adhesion molecule) – білок, який кодується однойменним геном, розташованим у людей на 11-й хромосомі. Довжина поліпептидного ланцюга білка становить 416 амінокислот, а молекулярна маса — 46 026.
| 10         |  | 20         |  | 30         |  | 40         |  | 50         |
| ---------- |  | ---------- |  | ---------- |  | ---------- |  | ---------- |
| MKRERGALSR |  | ASRALRLAPF |  | VYLLLIQTDP |  | LEGVNITSPV |  | RLIHGTVGKS |
| ALLSVQYSST |  | SSDRPVVKWQ |  | LKRDKPVTVV |  | QSIGTEVIGT |  | LRPDYRDRIR |
| LFENGSLLLS |  | DLQLADEGTY |  | EVEISITDDT |  | FTGEKTINLT |  | VDVPISRPQV |
| LVASTTVLEL |  | SEAFTLNCSH |  | ENGTKPSYTW |  | LKDGKPLLND |  | SRMLLSPDQK |
| VLTITRVLME |  | DDDLYSCMVE |  | NPISQGRSLP |  | VKITVYRRSS |  | LYIILSTGGI |
| FLLVTLVTVC |  | ACWKPSKRKQ |  | KKLEKQNSLE |  | YMDQNDDRLK |  | PEADTLPRSG |
| EQERKNPMAL |  | YILKDKDSPE |  | TEENPAPEPR |  | SATEPGPPGY |  | SVSPAVPGRS |
| PGLPIRSARR |  | YPRSPARSPA |  | TGRTHSSPPR |  | APSSPGRSRS |  | ASRTLRTAGV |
| HIIREQDEAG |  | PVEISA     |  |            |  |            |  |            |

A: Аланін

C: Цистеїн

D: Аспарагінова кислота

E: Глутамінова кислота

F: Фенілаланін

G: Гліцин

H: Гістидин

I: Ізолейцин

K: Лізин

L: Лейцин

M: Метіонін

N: Аспарагін

P: Пролін

Q: Глутамін

R: Аргінін

S: Серин

T: Треонін

V: Валін

W: Триптофан

Кодований геном білок за функцією належить до фосфопротеїнів. 
Задіяний у таких біологічних процесах, як клітинна адгезія, клітинний цикл, регуляція росту, альтернативний сплайсинг. 
Локалізований у цитоплазмі, мембрані.